# Coriaria arborea
Coriaria arborea là một loài thực vật có hoa trong họ Coriariaceae. Loài này được Linds. mô tả khoa học đầu tiên năm 1868.